# Zrinsko-frankopanska urota
Zrinsko-frankopanska urota, bio je pokret hrvatskog i ugarskog plemstva protiv apsolutističke politike Habsburgovaca u razdoblju od 1664. do 1671. godine. Pokušali su oduprijeti se nastojanjima bečkog dvora pod Leopoldom I. da Hrvatskoj i Ugarskoj nametne centralizam i apsolutizam kakvim se već upravljalo u Austrijskim nasljednim zemljama, uključujući i Češku. Neuspjeh urote označio je kraj starih velikaških obitelji Zrinskih i Frankopana. 
U Hrvatskoj se sudionike te urote nakon rasprada Austro-Ugarske smatra borcima za nacionalnu slobodu, a tako ih se sagledava i u Mađarskoj. 

## Okolnosti koje su dovele do Urote
Habsburgovci su od prve polovice 16. stoljeća koristili Mađarsku i Hrvatsku kao bojno polje za teško ratovanje s Turcima, ali nisu pokazivali nimalo predanosti cilju da se povrate područja koje je bilo zauzelo Osmansko Carstvo. I na područjima Mađarske i Hrvatske, nastojao je bečki dvor nametnuti u ono doba suvremen apsolutistički način vladavine - gdje je monarh upravljao ne obazirući se na prava plemstva i plemićkih sabora.
Godine 1664. carska vojska je strahovito razbila Turke kod u bitci kod samostana sv. Gottharda blizu Mađarsko-austrijske granice 1. kolovoza 1664. godine, ali tu pobjedu - izvojevanu spretnim korištenjem slabijih snaga protiv brojnije turske vojske - car i kralj Leopold I. nije iskoristio na način da bilo što vrati Mađarskoj i Hrvatskoj, nego je sklopio Vašvarski mir, s uvjetima kao da su Turci bili pobjednici. Hrvatska i Ugarska nisu priznale taj dogovor s nevjerojatno lošim uvjetima da Turci mogu zadržati sve što su do početka rata osvojili, a kako im je Beč svojom politikom onemogućio zakonito izboriti se za svoja prava, hrvatski i ugarski vođe su se udružili da ostvare svoja prava pobunom. Feudalci u Mađarskoj i Hrvatskoj su, uz to, htjeli stati na kraj centralističkim i germanizatorskim težnjama Habsburgovaca koje su išle na štetu staleškog položaja hrvatskoga i mađarskog plemstva.

## Prva urota na čelu s Nikolom Zrinskim
Nezadovoljnike je predvodio ban Nikola Zrinski u Hrvatskoj (hrvatski ban od 1647. do smrti 18. studenoga 1664.) - kojemu je u srpnju 1664. godine pala moćna utvrda Novi Zrin, koju habsburške snaga nisu niti pokušale deblokirati - a palatin Franjo Wesseleny u Mađarskoj. Urotnici su morali tražiti pomoć izvan zemlje, kod tradicionalnih habsburških suparnika u Francuskoj i Poljskoj; naposljetku čak i s Turskom. Kako je tada francuski kralj Luj XIV. bio u sukobu s bečkim dvorom zbog europske politike, došlo je do pregovora o suradnji od koje na kraju nije bilo ništa. Nakon pogibije Nikole Zrinskog u lovu 18. studenoga 1664. godine, ↓1 ulogu vođe urote preuzima njegov mlađi brat Petar.
Zrinski su svog čovjeka od velikog povjerenja Franju Bukovačkog poslali na pregovore s Francuzima u Mletcima 1664. godine. Pregovarao je s francuskim poslanikom Petrom de Bonsyjem, bez osobitog uspjeha: Francuzi su obećali jedino novčanu pomoć. Od Luja XIV. je, doista, na samom početku urote bilo stiglo Nikoli Zrinskom 10.000 talira.

## Druga urota na čelu s Petrom Zrinskim
Petar Zrinski je zajedno sa svojim šurjakom Franom Krstom Frankopanom nastavio borbu za prava Hrvatske koju je započeo njegov brat Nikola, u vezi s glavnim mađarskim vođama. Kada je 1666. godine umro ostrogonski nadbiskup Đuro Lippay, a 1667. godine ugarski palatin Franjo Wesseleny, hrvatsko-ugarski savez će se potpuno raspasti zbog različitih ideja o načinu vođenja urote.
Budući da nisu uspjeli pregovori s Francuskom, Zrinskog je Bukovački nagovorio da se pregovara s Osmanskim Carstvom. S Osmanskim Carstvom Bukovački je pregovarao u Solunu i na Kandiji sa samim sultanom Mehmedom IV. u prosincu 1669. godine. Urotnici su ponudili da će postati osmanski vazali i plaćati sultanu danak od 12.000 talira godišnje; zauzvrat bi Mađarska i Hrvatska dobile status kakvoga su primjerice imali Erdelj i Moldavija.
Uskoro je bečki dvor koji je provodio centralizam i apsolutizam, ne mareći za prava hrvatskog kraljevstva koje se pozivalo na svoja prava zajamčena Pactom Conventom iz 1102. godine, sve saznao zahvaljujući izdaji iz urotničkih redova.
Prokazivanje urotnika došlo je i preko drugih kanala: za Urotu je na osmanskom dvoru saznao habsburški poslanik na turskom dvoru Ivan Casanova. Zavjera je bila otkrivena upravo u vrijeme kad je Fran Krsto Frankopan počeo spremati oružani ustanak. Bukovački, koji se u veljači 1670. godine vratio u Hrvatsku uvjeren da će Turci u rat s Austrijom, nije znao da Osmansko Carstvo ipak neće zaratiti s Austrijom, niti da je bečki dvor otkrio urotu, pa je - ne čekajući sultanovu poruku o odluci da osmanlije krenu u rat s Austrijom, koju je trebao dobiti preko bosanskog paše - pokrenuo ustanak u Turopolju i Banskoj krajini protiv Habsburgovaca. Ustanak nije uspio pa je pred slom pobjegao u Tursku. Petar Zrinski i Krsto Frankopan su se umjesto bijega na osmansko područje odlučili predati, te su se uputili prema Beču sa slabom nadom da bi mogli biti pomilovani. 

## Slom urote i propast urotnika
Car i kralj Leopold I. je hrvatske velikaše 1670. godine dao odmah dao uhititi i zatočiti u jednoj od kula zloglasne tamnice u Bečkome Novom Mjestu. Optužba za kazneno djelo "uvrede veličanstva" (koje je obuhvaćalo pripreme oružane pobune i kontakte sa stranim silama) je bila poduprta dokazima (tako, vjerodostojnim pismima urotnika) povodom kojih je osuda mogla glasiti jedino - smrt. Car i kralj je odlučio da Zrinskog i Frankopana kao vođe kazni; brojne druge urotnike iz redova plemstva - tako Franju I. Rakoczija, zeta bana Petra Zrinskog - je pomilovao.
Zrinski i Frankopan 18. travnja 1671. godine osuđeni su zbog uvrede kralja i izdaje zemlje na strašnu smrt odsijecanjem desne ruke i glave. Noć uoči pogubljenja, dvojica velikaša posljednji su se put sastala i oprostila, te su napisali oproštajna pisma svojim suprugama, Ani Katarini Zrinski i Juliji Naro Frankopan. Oproštajno pismo Petra Zrinskoga svojoj ženi Katarini (Moje drago serce) već je 1671. godine prevedeno na nekoliko svjetskih jezika.
Dne 30. travnja 1671. godine sva su gradska vrata u Bečkome Novom Mjestu bila zatvorena, a stratište je okružila naoružana vojska. Kao posebna milost osuđenicima je oproštena kazna odsijecanja ruku. Prije smaknuća dvojice velikaša, kao i njihove obitelji, lišeni su plemstva, a njihova imanja zaplijenila je država. Tako su nakon dugotrajne istrage bili osuđeni i pogubljeni Petar Zrinski i Fran Krsto Frankopan te, istoga dana, Franjo Nádasdy i Franjo Bonis. Nešto kasnije, 1. prosinca 1671. godine, pogubljen je i Erazmo Tattenbach.

## Nakon urote
Odmah potom bečka je središnja vlast potpuno opljačkala i uništila dvije najslavnije obitelji u hrvatskoj povijesti. Tako je i mletački poslanik u Beču javio u Veneciju: 
»Ovo je nesretni konac dvaju toli uglednih ljudi, osobito Zrinski bijaše veoma slavljen i cijenjen, jer šesnaest potkraljeva ili banova slavnih dade Hrvatskoj njegova porodica.«
Posjedi Zrinskih i Frankopana, gotovo polovica hrvatskih područja koja su još bile u sastavu "ostataka ostataka nekoć moćnog hrvatskog kraljevstva" zajedno sa svim njihovim prihodima, došli su pod izravnu tuđinsku upravu, odnosno upravu bečkoga dvora. Ozaljski književno-jezični krug Zrinskih i Frankopana - u kojemu je nastao važni spjev Adrianskoga mora sirena tiskan na hrvatskom jeziku 1660. godine, te iz kojega je 1661. god. izašao molitvenik Putni tovaruš - nestao je prije nego što je uspio potaknuti i proširiti hrvatsku pisanu riječ u širokim slojevima stanovništva. Banska stolica ostala je upražnjena sve do 1680. godine, kada je na nju postavljen Nikola III. Erdödy, hrvatski velikaš mađarskog podrijetla, eksponent dvora i dugogodišnji neprijatelj Zrinskih. Otpora dvorskom apsolutizmu te centralizaciji i germanizaciji uprave u Hrvatskoj više nije bilo.
I drugim su urotnicima oduzeli imanja. Na zauzimanje generala Ivana Josipa Herbersteina, car i kralj Leopold I. je nepuna tri mjeseca nakon smaknuća Zrinskih i Frankopana pomilovao urotnika Franju Bukovačkog i vratio mu posjede. Bukovački nije vjerovao Habsburgovcima i nikad se više nije vratio u Hrvatsku.
Krajiški general, centralist Ivan Josip Herberstein (Johann Joseph Herberstein) planirao je hrvatske zemlje podložiti i pretvoriti u obične austrijske nasljedne zemlje. Za svoj plan uspio je pridobiti neke plemiće, krajiške časnike, među kojima je bilo i pomilovanih plemića sudionika urote. Premda je naizgled u svom planu koji je skovao i objavio još 1670. godine, Hrvatska bi se odvojila od Ugarske, to je zapravo bilo razdvajanje saveznika (protiv austrijskog centralizma, Hrvatske i Ugarske) i olakšavalo bi pretvoriti Hrvatsku u habsburšku nasljednu zemlju. Odbili su ga i zagrebački biskup Borković, Hrvatski sabor i većina hrvatskog plemstva, posebice više plemstvo na čelu s banom Nikolom III. Erdődyjem, inače protivnikom Zrinskog.
Godine 1678. istaknuti mađarski pripadnik Urote, suprug Jelene Zrinske grof Imre Thököly, podigao je bunu u gornjoj Ugarskoj, te je postao turskim vazalom: na osmanskoj strani će 1883. godine sudjelovati u Opsadi Beča, a nakon Mira u Srijemskim Karlovcima 1699. godine - kada su Hrvatskoj napokon ispod turske vlasti vraćeni Slavonija, Srijem i druga područja, a također su prema sjeveru vraćena prostrana područja Mađarskoj - je sa suprugom Jelenom Zrinskom i brojnim svojim vojnicima "kurucima" otišao u izbjeglištvo u Istanbul.  
Unuk Petra Zrinskog (sin Jelene Zrinske iz prvog braka s Franjom I. Rakoczijem) grof Franjo II. Rakoczy nakon izbijanja europskog Rata za španjolsku baštinu (1701.-1714.) pokreće Rakoczijev rat za neovisnost Mađarske, u kojemu mu je Mađarski sabor 1707. godine povjerio upravljanje neovisnom mađarskom državom, a 1711. godine Mađari su morali ponovno prihvatiti habsburšku vladavinu.  

## Osvetne akcije
Barun Josip Vojnović planirao je podići ustanak u Lici radi osvete za smrt Zrinskog i Frankopana. Pomoć je pokušao naći kod Mletaka, u Napulju, Rimu i kod Osmanlija u Bosni, no nakon nekog vremena iza 1721. godine izgubio mu se trag.

## Posmrtni ostatci
Godine 1907. Družba "Braća Hrvatskoga Zmaja" pronašli su kosti hrvatskih mučenika Petra Zrinskog i Frana Krste Frankopana. Iz skupnoga groba su ih, nakon što je izvršeno prekapanje groba, 24. travnja 1907. godine, pohranili u novi privremeni grob zato što je car i kralj Franjo Josip I. osobno zabranio prijenos posmrtnih ostataka u Hrvatsku. Dne 28. travnja 1919. godine, nakon što je po drugi puta izvršeno prekapanje groba, hrvatski rodoljubi njihove su ostatke prenijeli i 30. travnja 1919. godine pokopali u Zagrebačkoj katedrali.
Na njihovom grobu uklesana je poznata izreka kneza i pjesnika Frana Krste Frankopana: "Navik on živi ki zgine pošteno".

## Unutarnje poveznice
- Hrvatska pod Habsburzima
- Dan pogibije Zrinskog i Frankopana
- Ustanak u Turopolju i Banskoj krajini 1670.
- Franjo Bukovački
- Ivan Josip Herberstein
- Franjo Frankulin
- Nikola III. Erdödy